# К-284 «Акула»
К-284 «Акула» — советская и российская многоцелевая атомная подводная лодка проекта 971 «Щука-Б», головной корабль проекта.

## История
21 мая 1981 года была включена в списки кораблей ВМФ СССР.
В ноябре 1983 года заложена на судостроительном заводе им. Ленинского Комсомола в Комсомольске-на-Амуре под заводским номером 501.
29 июля 1984 года состоялся спуск на воду, 16-25 октября того же года в плавучем доке переведена на достроечную базу в Большой Камень. 30 декабря того же года вступила в строй, при этом подписание приёмного акта с перечнем необходимых работ было перенесено на 1985 год.
15 января 1985 года вошла в состав Тихоокеанского флота ВМФ СССР, оставлена в Большом Камне в составе 72-й отдельной бригады подводных лодок, использовалась как база для доводки нового оборудования, проведения всесторонних испытаний систем лодки и для обучения новых экипажей. Впоследствии вошла в состав 26-й дивизии подводных лодок.
До 1989 года участвовала в испытаниях серийных АПЛ проекта 971, дорабатывалась в плане шумности, прошла испытания на мореходность, служила для обучения штурманов АПЛ 3-го поколения работе с навигационным комплексом «Симфония». Всего в 1985—1989 годах прошла более 50 000 миль. В 1989 году совершила погружение на предельную глубину.
С 1989 года переведена в состав 45-й ДиПЛ (Вилючинск).
28 апреля 1992 года переклассифицирована в атомную крейсерскую подводную лодку.
13 апреля 1993 года получила наименование «Акула». В 1993 году в ожидании среднего ремонта переведена в Большой Камень. В 1994 году исключена из боевого состава и переведена в бухту Павловского на хранение.
В 2002 году была выведена из состава ВМФ. Утилизирована в 2008 году.

## Командиры
Первый экипаж
- Алексеев Владимир Александрович
- Васин С. В.
- Бровчук Н. В.

Второй экипаж (c 1985 — 588-й экипаж)
- Кирилов Юрий Васильевич
- Сапа Игорь Анатольевич[1]
- Крылов И. Ф.